# 城陽市立富野小学校
城陽市立富野小学校（じょうようしりつ とのしょうがっこう）は、京都府城陽市にある公立小学校。

## 概要
城陽市南部を校区とする小学校である。明治時代からの歴史を誇る小学校である。

## 沿革
- 1873年（明治6年）6月 - 創立
- 1881年（明治14年）7月 - 富野尋常小学校へ改称
- 1901年（明治34年）4月 - 富野尋常高等小学校へ改称
- 1941年（昭和16年）4月 - 国民学校令発布により富野国民学校へ改称
- 1947年（昭和22年）4月 - 学制改革に伴い富野荘小学校へ改称
- 1947年（昭和22年）9月 - 富野小学校へ改称
- 1951年（昭和26年）4月 - 城陽町成立に伴い城陽町立富野小学校へ改称
- 1955年（昭和30年）4月 - 富野幼稚園開園
- 1964年（昭和39年）4月 - ミルク給食開始
- 1967年（昭和42年）6月 - 完全給食開始
- 1969年（昭和44年）8月 - プール新設
- 1972年（昭和47年）4月 - 城陽町立今池小学校分離
- 1972年（昭和47年）5月 - 市制施行に伴い城陽市立富野小学校へ改称
- 1979年（昭和54年）4月 - 城陽市立寺田西小学校開校に伴い、富野小学校の一部校区を今池小学校へ編入
- 1985年（昭和60年）3月 - 校舎の増改築工事完了
- 1986年（昭和61年）9月 - 大規模改修工事完了
- 1994年（平成6年）8月 - 大規模改修工事完了
- 1998年（平成10年）4月 - 焼却炉廃止に伴いシュレッダー設置
- 2002年（平成14年）3月 - ADSL、防犯システムを設置
- 2003年（平成15年）3月 - プール改修工事完了
- 2004年（平成16年）3月 - 普通教室に緊急通報システムを設置
- 2006年（平成18年）12月 - 耐震診断調査を実施
- 2007年（平成19年）4月 - AED（自動体外式除細動器）を配置
- 2010年（平成20年）12月 - 校舎の大規模改造工事・耐震補強工事完了。ソーラー発電施設設置
- 2017年5月 - エアコン設置工事が竣工

## 主な進学先
- 城陽市立南城陽中学校

## 交通
- 近鉄京都線 富野荘駅下車 東へ約1,500m
- JR奈良線 長池駅下車 南西へ約500m

## 校区が隣接している学校
- 城陽市立青谷小学校
- 宇治田原町立田原小学校
- 城陽市立寺田南小学校
- 城陽市立今池小学校
- 京田辺市立田辺小学校
- 京田辺市立田辺東小学校